# Уайтакер, Джонни (актёр)
В Википедии есть статьи о других людях с таким именем и фамилией: см. Уайтакер, Джон.
Джо́нни Уа́йтакер (англ. Johnny Whitaker; род. 13 декабря 1959, Ван-Найс, Калифорния) — американский актёр кино и телевидения, начавший сниматься в возрасте 5 лет. Наиболее запомнился зрителю исполнением ролей в телесериалах «Семейное дело» (1966—1971) и «Зигмунд и морские чудовища» (1973—1974), а также в фильме «Том Сойер» (1973).

## Биография
Джон Орсон Уайтакер-младший родился 13 декабря 1959 года в районе Ван-Найс города Лос-Анджелес (штат Калифорния, США). Отца звали Джон Орсон Уайтакер-старший, он работал школьным учителем, мать — Тельма Уайтакер. Был пятым из восьми детей в семье. Брат Билли (род. 1964) стал малоизвестным актёром озвучивания, сестра Дори (род. 1967) с 1973 по 1982 годы тоже озвучила несколько мультфильмов, а в конце 1980-х годов стала владелицей агентства по поиску талантов.
С трёх лет мальчик начал сниматься в рекламе. В 1965 году на яркого рыжеволосого непоседу обратили внимание продюсеры, и Джонни начал сниматься в телесериалах и кинофильмах.
С 1975 года Уайтакер стал появляться на экранах заметно реже, вскоре уехал в Португалию, где прожил два года, будучи добровольным миссионером Церкви Иисуса Христа Святых последних дней. Вернулся в США, в 1986 году окончил Университет Бригама Янга, устроился на работу в агентство по поиску талантов Whitaker Entertainment, которое открыла его сестра Дори; был агентом актрисы Даны Плато.
К середине 1990-х годов Уайтакер страдал от сильно алкогольной и наркотической зависимости. Его семья пригрозила ему, что полностью прекратит с ним общение, если он не пройдёт курс лечения. Актёр согласился, полностью избавился от своих зависимостей, даже стал сертифицированным консультантом по избавлению от наркотических пристрастий и основателем некоммерческой организации Paso Por Paso для испаноговорящих наркоманов и алкоголиков. По собственным словам, сказанным в интервью 2011 года, он не употребляет наркотики и алкоголь уже 13 лет.
После долгого перерыва с 2013 года снова стал более-менее регулярно появляться на кино- и телеэкранах, в том числе дважды выступил как актёр озвучивания.
В 2016 году первый и единственный раз попробовал себя одновременно как режиссёр, сценарист и продюсер — в документальной ленте Johnny Whitaker's Drug Policy in Portugal Documentary.
Личная жизнь
15 июня 1984 года Уайтакер женился на девушке по имени Симбрия Райт. В 1988 году последовал развод, детей от этого брака не было.

## Избранная фильмография
Широкий экран
- 1966 — Русские идут! Русские идут! / The Russians Are Coming, the Russians Are Coming — Джерри Максвелл
- 1972 — Поедатель бисквитов[англ.] / The Biscuit Eater — Лонни МакНил
- 1972 — Наполеон и Саманта[англ.] / Napoleon and Samantha — Наполеон Уилсон
- 1972 — ? / Snowball Express — Ричард Бакстер
- 1973 — Том Сойер / Tom Sawyer — Том Сойер[7]
- 2013 — Говорящий кот!?![англ.] / A Talking Cat!?! — Фил

Телевидение
- 1966—1971 — Семейное дело[англ.] / Family Affair — Джоди Дэвис (в 138 эпизодах)
- 1967, 1971 — Дымок из ствола / Gunsmoke — разные роли (в 3 эпизодах)
- 1968 — Бонанза / Bonanza — Тимми Картер (в эпизоде A Dream to Dream[англ.])
- 1969 — Лансер[англ.] / Lancer — Энди Джек Сайклс (в эпизоде Child of Rock and Sunlight)
- 1969 — Моя жена меня приворожила / Bewitched — Джек (в эпизоде Sam and the Beanstalk)
- 1969 — Вирджинец[англ.] / The Virginian — Хут Каллахан (в эпизоде The Runaway[англ.])
- 1970 — Зелёные просторы / Green Acres — разные роли (в 2 эпизодах)
- 1970 — Римские приключения[англ.] / To Rome with Love — Джоди Дэвис (в эпизоде Roman Affair)
- 1971 — Доктор Маркус Уэлби / Marcus Welby, M.D. — Рики Перино (в эпизоде Cross-Match)
- 1972 — Что-то зловещее[англ.] / Something Evil — Стиви Уорден
- 1973 — Диснейленд[англ.] / Disneyland — Альфи Бут (в 2 эпизодах)
- 1973 — Адам-12[англ.] / Adam-12 — Эдди Робертс (в эпизоде Northwest Division)
- 1973—1974 — Зигмунд и морские чудовища[англ.] / Sigmund and the Sea Monsters — Джонни Стюарт (в 29 эпизодах)[8]
- 1998 — Вне веры: Правда или ложь[англ.] / Beyond Belief: Fact or Fiction — Джадд (в эпизоде Deer Hunters)

## Награды
- 1999 — «Молодой актёр» в категории «Бывший ребёнок-звезда, пожизненное достижение»[9].

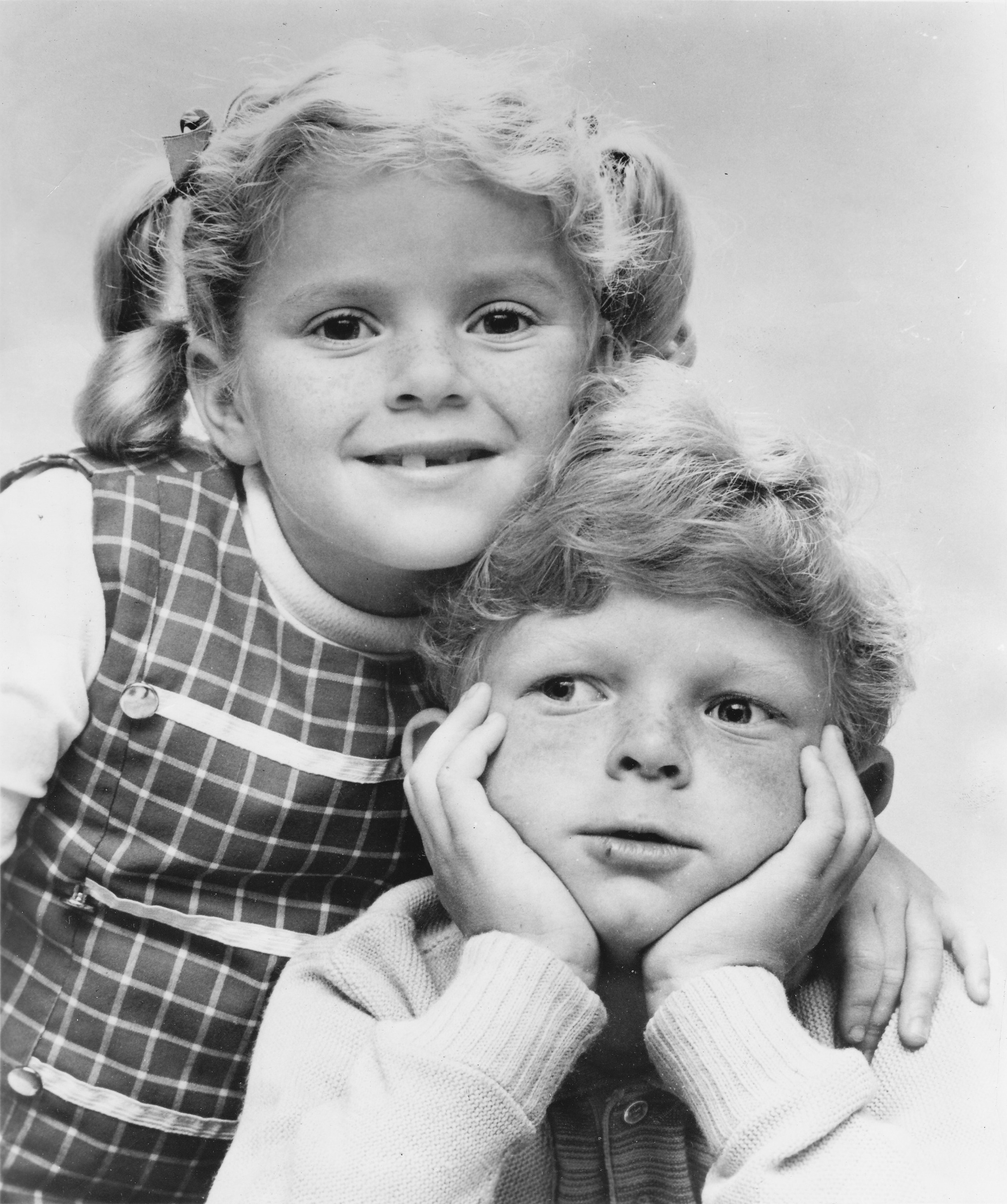
С Аниссой Джонс в сериале «Семейное дело»[англ.] (1967)
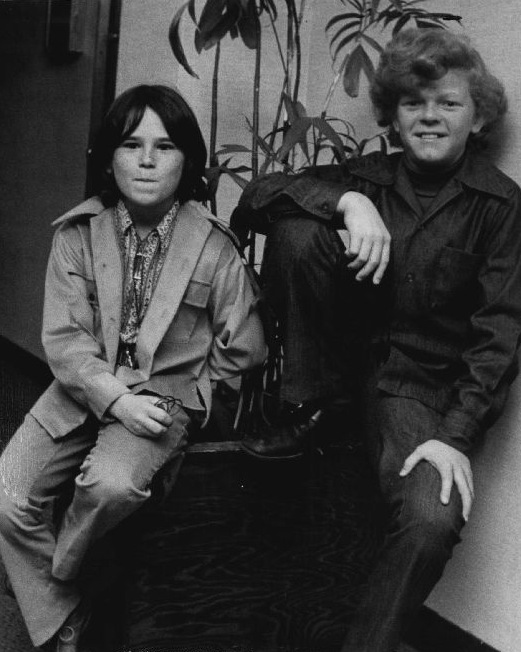
С Брэндоном Крузом[англ.] (слева), 1972 г.
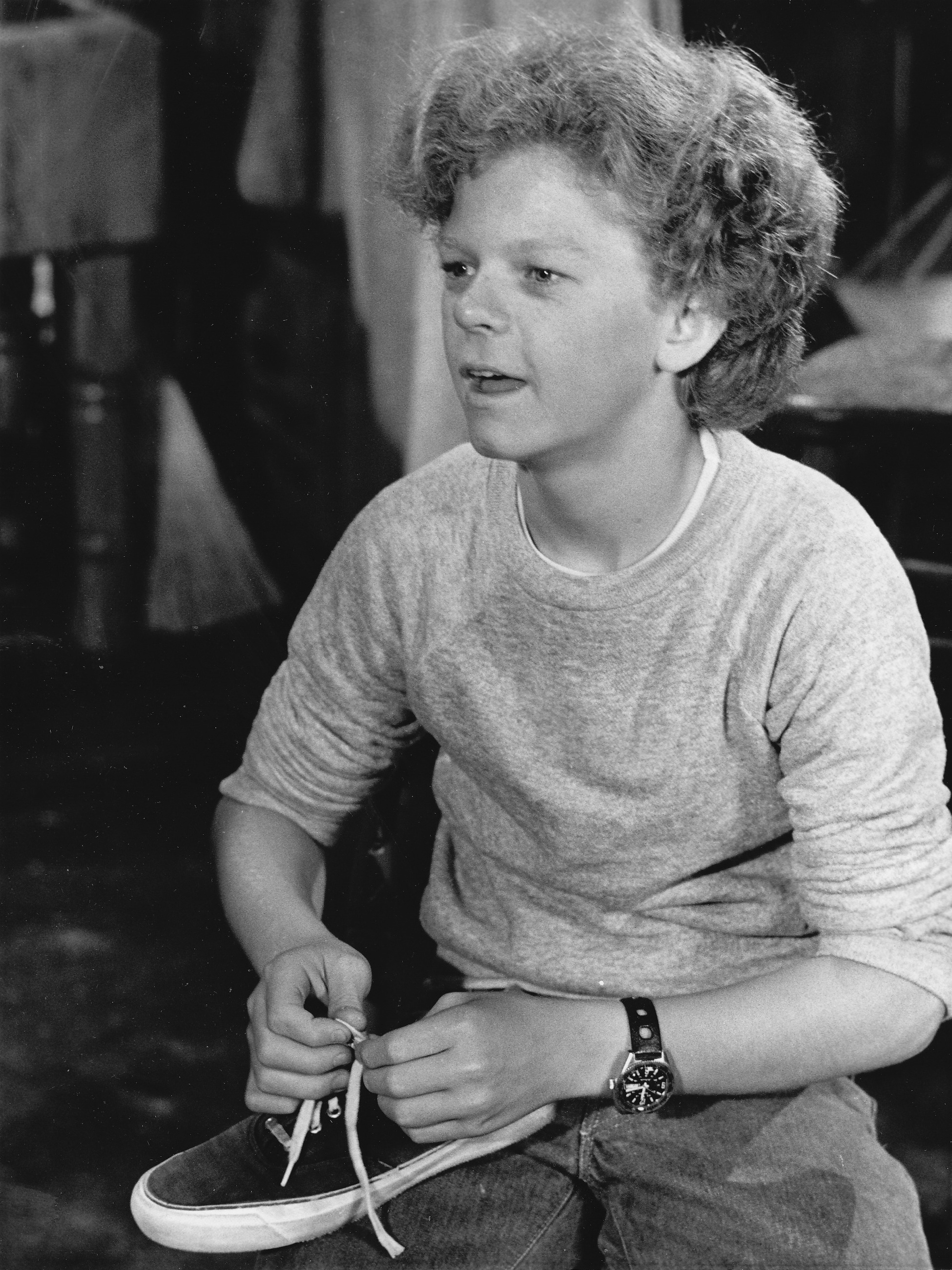
В сериале «Зигмунд и морские чудовища[англ.]» (1973)